# Alfred-South La Paloma (Teksas)
Alfred-South La Paloma je naseljeno mjesto za statističke potrebe u američkoj saveznoj državi Teksas. Prema popisu stanovništva iz 2010. u njemu je živjelo. stanovnika.